# Butcher : La Légende de Victor Crowley
Pour les articles homonymes, voir Butcher et Hatchet (homonymie).
Série Hatchet
Butcher 2
(2010)
Pour plus de détails, voir Fiche technique et Distribution.
Butcher : La Légende de Victor Crowley ou Le Tueur à la hache au Québec (Hatchet) est un film d'horreur gore américain réalisé par Adam Green en 2006.

## Synopsis
Au cours d'une visite en bateau des marécages de Louisiane, un groupe de touristes coule accidentellement leur embarcation. Perdus au milieu des marécages, ils ont le malheur de pénétrer sur le territoire de Victor Crowley, tueur hideux à la hache affutée, décidé à tous les mettre en pièces.

## Fiche technique
- Titre : Butcher : La Légende de Victor Crowley
- Titre québécois : Le Tueur à la hache
- Titre original : Hatchet
- Réalisation et scénario : Adam Green
- Photographie : Will Barratt
- Montage : Christopher Roth
- Musique : Andy Garfield
- Production : Scott Altomare et Sarah Elbert
- Coproduction : Will Barratt et Adam Green
- Production exécutive : Roman Kindrachuk et Andrew Mysko
- Casting : Shannon Makhanian
- Sociétés de distribution : Anchor Bay Entertainment, U.S.A.
- Format : couleur - 1,75:1, 16/9 compatible 4/3 - son stéréo 2.0 et 5.1
- Durée : 80 minutes
- Dates de sortie : 
  -  États-Unis : 27 avril 2006 (Festival du film de Tribeca) ; 7 septembre 2007 (sortie limitée)
  -  France : 24 août 2007 (Festival Weekend De La Peur) ; 22 octobre 2008 (en DVD)
- interdit aux moins de 16 ans lors de sa sortie en France.
- Genre : Horreur, Comédie noire

## Distribution
- Joel Moore : Ben
- Tamara Feldman : Marybeth
- Deon Richmond : Marcus
- Kane Hodder : Victor Crowley / Thomas Crowley
- Mercedes McNab : Misty
- Parry Shen : Shawn
- Joel Murray : Doug Shapiro
- Joleigh Fioreavanti : Jenna
- Richard Riehle : Jim Permatteo
- Patrika Darbo : Shannon Permatteo
- Robert Englund : Sampson
- Joshua Leonard : Ainsley
- Tony Todd : le révérend Zombie
- John Carl Buechler : Jack Cracker
- Rileah Vanderbilt : Victor Crowley (Jeune)

## Autour du film
- Pendant les cinq premières minutes du film, Un homme nommé Sampson (Robert Englund) et son fils chassent un alligator, le fils a une envie d'aller au toilette, il reste sur la berge tandis que le père reste sur le bateau. Pendant que le garçon fait son petit besoin. Le père se fait hacher le corps avec la hache de Victor Crowley (la scène où le père se fait trancher le corps avec une hache n'est pas visible, mais le fils aperçoit son père mort dans la barque). Le fils croit que l'alligator a tué son père. Le fils est alors attaqué par un inconnu (le spectateur a l'impression que l'alligator attaque le garçon, mais il est possible de voir la main d'un personnage). C'est Victor Crowley qui le tue.